# Maison de Kybourg-Berthoud
Ne doit pas être confondue avec la maison de Kybourg, dont elle descend par les femmes.
La maison de Kybourg-Berthoud ou Kibourg-Berthoud (en allemand : Neu-Kyburg) est une famille noble qui descend en lignée agnatique des Habsbourg et en lignée féminine de la première maison de Kybourg.

## Histoire

### Origine
En 1273, Eberard Ier de Habsbourg-Laufenbourg épouse Anna de Kybourg, héritière de la première maison du nom. Les descendants portent le nom de Kybourg. Les Habsbourg-Autriche ne laissent que la partie occidentale des possessions des Kybourg aux Kybourg-Berthoud et gardent la partie orientale pour eux.
En 1301, Hartmann Ier meurt en laissant trois enfants : Hartmann, Eberhart et Katharina.
En 1313, les Kybourg obtiennent le landgraviat de Bourgogne à la suite de pressions des Habsbourg sur Heinrich von Buchegg. Le landgraviat est composé des juridictions de Ranflüh, Konolfingen, Zollikofen, Murgeten et du bailliage extérieur de Thoune.

### Fratricide du château de Thoune
En 1318, en raison de la mauvaise situation financière de la famille et de la volonté de ne pas scinder la seigneurie en deux, Eberhart entre au service de l'Église. Son frère Hartmann épouse la fille du comte Rodolphe de Neuchâtel l'année suivante. En 1322, les frères se réunissent au château de Thoune et une lutte s'engage, au cours de laquelle Hartmann décède. Eberhart abandonne son statut clérical l'année suivante.
En 1323, Eberard II de Kybourg vend la seigneurie de Thoune à la ville de Berne et la reprend en fief.
En 1363, les Kybourg obtiennent la seigneurie de Signau par mariage. La même année ils remettent en gage aux Habsbourg Berthoud, Thoune et Oltigen.
Entre 1371 et 1374, ils cèdent la basse justice d'Urtenen à des bourgeois de Berne.

### Guerre des Gugler
En 1375, le comte Rodolphe IV de Neuchâtel-Nidau meurt lors de la guerre des Gugler. Les Kybourg-Berthoud et les Thierstein sont les héritiers du comte de Nidau. L'évêque de Bâle émet des prétentions sur le comté de Nidau en tant que suzerain. Il est battu par les héritiers en 1376 et les seigneuries de Nidau et Strassberg passent aux Kybourg,, tandis que la seigneurie de Bipp revient d'abord aux Thierstein, puis dans un second temps aux Kybourg en 1379. Les Kybourg récupèrent également Wangen an der Aare, remise en gage au comte de Nidau en 1356.

### Mise en gage de biens
En 1377, Signau est remise en gage à Peter von Seedorf. En 1378, les Kybourg hypothèquent Huttwil aux Grünenberg. En 1379, Nidau et Strassberg sont remises en gage aux Habsbourg,, tandis que les Kybourg obtiennent Fridau des Habsbourg.

### Guerre de Berthoud
Les Kybourg sont obligés de vendre à Berne les villes de Thoune et Berthoud à la suite d'un arbitrage des Confédérés.
En 1385, les Kybourg remettent en gage la seigneurie de Wangen aux Grünenberg, ainsi que la seigneurie de Rütschelen aux Rohrmoos et aux Mattstetten.

### Vente de biens et droits
Les Kybourg vendent à la ville de Berne la seigneurie de Signau en 1399, à la ville de Berthoud les basses justices de Heimiswil, de Bickigen-Schwanden (dans la commune de Wynigen) et d'Inkwil (cette dernière avec la seigneurie foncière) en 1402,,, à Petermann von Rohrmoos la basse justice de Wynigen la même année, et à Berne le landgraviat de Bourgogne (de) en 1406.
En 1405, Fridau est remise en gage au Bâlois Conrad von Laufen, puis est finalement vendue à Berne et Soleure en 1415.

## Vassaux et ministériaux
Les Kybourg ont notamment comme ministériaux et/ou vassaux les Fries, les Kerren, les von Rohrmoos, les von Thorberg et les von Zimikon.